# 私の哲学
『私の哲学』（わたしのてつがく）は、2007年にスタートした、企業の経営者や起業家、ジャーナリスト・医師・アスリート・アーティストなど、各界で活躍している様々な人物のインタビューを公開している情報サイト。

## 概要
『私の哲学』は、株式会社ILIの代表取締役社長である杉山大輔_(実業家)が編集長、出版経験豊富な柴田恵理が副編集長を務めるインタビューシリーズである。このシリーズでは、杉山が会いたいと思った人物に直接インタビューし、その経験談や人生観、ポリシーなどを読者に無償共有している。
2007年にスタートした『私の哲学』の原点は、1994年に遡る。当時ニューヨーク在住で14歳だった杉山は、海外駐在員向けの『AT&T くらぶもしもし』の雑誌の企画で、現福岡ソフトバンクホークス取締役会長の王貞治にインタビューをする機会に恵まれた。そのときの経験が、この企画の原点となっている。編集長がホームグラウンドに赴きインタビューを行い、特徴的な2ショットを撮影しており、取材対象者との親しい関係がうかがえる。
初回は2007年5月に公開され、ベンチャーキャピタリストとしてタリーズコーヒージャパンを含む国内有数のベンチャー企業を発掘した実績を持つ須賀等氏が登場した。第4回にはタリーズコーヒージャパンを立ち上げた松田公太氏が登場。出演者同士が次の方を紹介し合うことで、ネットワークが広がっていくのもこのシリーズの特徴である。2022年12月には第100回を迎えた。
スポンサードはなく、登場者は出演料をもらっていない。不定期に更新されており、記事はインタビュー時の雰囲気やニュアンスを壊さないように独自に英訳されている。日本で数少ないメディアの一つ。『私の哲学』のコンテンツは、より多くの方に読んでいただくため、日英をはじめ、仏、中など出演者に合わせて多言語で無料配信している。
これまでの出演者（抜粋）
タキヒヨー株式会社名誉顧問 滝 富夫 / オムロン株式会社 取締役会長 立石文雄 / 日本画家 千住博 / 指揮者　マリン・オールソップ / 写真家レスリー・キー/ 株式会社レノバ 代表取締役会長 千本倖生 / ヤフー (企業)株式会社代表取締役社長 宮坂学 / プロスキーヤー 三浦雄一郎 / スポーツドクター辻秀一 / 経済学者、千葉商科大学名誉学長 慶應義塾大学名誉教授 加藤 寛 / 弁護士 菊間千乃 / サントリービール株式会社代表取締役社長 水谷徹 / Peach Aviation株式会社 代表取締役CEO井上 慎一 / 漫画原作者 樹林伸・樹林ゆう子/ 『話の特集』の編集長　矢崎泰久/ 建築家 隈研吾 / 鈴木エドワード建築設計事務所 代表 鈴木エドワード / WELCOMEグループ代表 横川 正紀 / 銀座「クラブ グレ」オーナーママ　山口さゆり / カトリック聖心会修道女　鈴木秀子/ 株式会社鳥貴族 代表取締役社長 大倉忠司 / インテリアデザイナー 内田繁 / 元三井物産株式会社副社長 元日本ユニシス株式会社社長（現BIPROGY） 島田精一 / 大塚家具代表取締役社長 大塚久美子 / ファッションデザイナー小西良幸（ドン小西）/ヨシダソース創業者 吉田潤喜 /プロサーファー 藤澤 譲二/ クオンタムリープ株式会社 代表取締役 ファウンダー&CEO 出井伸之 / 慶應義塾大学名誉教授 阿川尚之/ ヒューマン・ライツ・ウォッチ東京ディレクター 土井香苗/ マルチクリエイター桐島ローランド /株式会社コルク代表取締役 佐渡島庸平/ シンガーソングライター Lecca 他 ＊略歴は取材当時

## 特徴
『私の哲学』では、大企業の経営トップや起業家、医師、アスリート、アーティストなど、多種多様な分野で活躍する人物が登場し、それぞれの哲学や信条を共有している。インタビューでは、「経営者は敵を作らない方がいい」と言う人もいれば、「経営者は敵を倒す野獣であれ」と言う人もおり、登場者のバックグラウンドや価値観はさまざまである。しかし、異なる人生ストーリーの中には、共通する3つの「特徴」と6つの「力」が見られる。

### 3つの「特徴」
1. 元気な大人: 新しいことへのチャレンジをいとわず、積極的に行動する元気がある。
2. 遊び心がある: 仕事とプライベートの両方を大切にし、一度きりの人生を楽しむ。
3. 旅をして見識を高めている: 国内外を問わず、興味を持った場所に実際に足を運び、自分の目で見て、感じ、吸収する。

### 6つの「力」
1. 元気力: 心と体が元気でなければ、仕事もプライベートも楽しめない。
2. 行動力: 「まずはやってみよう」と行動を起こす。
3. 軌道修正力: 壁にぶつかったとき、周囲に相談し、考え、軌道修正をする。
4. 学習能力: 失敗から学び、次に生かす姿勢を持つ。分からないときは、分かる人に聞いて教えてもらう。
5. 習慣力: 習慣化したい行動を、無意識でもできるようになるまで繰り返し、身につける。
6. 変化力: 新しい方法や知識を積極的に取り入れ、いくつになっても成長し続ける。